# Swellendam
Swellendam – małe miasto w Południowej Afryce, w prowincji przylądkowej Zachodniej. Ma powyżej 30 000 mieszkańców. Jest trzecim w kolejności założenia miastem europejskim w południowej Afryce. Można tam zobaczyć budynki zbudowane przez Holendrów.
Swellendam jest położony na drodze N2, blisko 220 km od Kapsztadu i George.
18 czerwca 1795 powstała krótkotrwała Republika Swellendam, zlikwidowana już w listopadzie tego roku.